# بجير (اسم)
بجير هو اسم علم مذكر من أصل عربي، ومعناه هو يبجر إذا عظم بطنه من الماء واللبن.

## شخصيات تحمل الاسم
- بجير الثقفي
- بجير بن أوس
- بجير بن بجرة الطائي
- بجير بن زهير
- بجير بن عبد الله
- بجير بن عمران
- بُجير بن الحارث

## وصلات خارجية
- موسوعة السلطان قابوس لأسماء العرب